# Нордовська сільська рада
Нордо́вська сільська рада (рос. Нордовский сельский совет) — муніципальне утворення у складі Мелеузівського району Башкортостану, Росія. Адміністративний центр — село Нордовка.

## Населення
Населення — 1419 осіб (2019, 1550 в 2010, 1428 в 2002).

## Склад
До складу поселення входять такі населені пункти:
| Населений пункт       | Населення, осіб (2002) | Населення, осіб (2010) |
| --------------------- | ---------------------- | ---------------------- |
| Варварино, село       | 177                    | 188                    |
| Дмитрієвка, присілок  | 325                    | 356                    |
| Новотроєвка, присілок | 1                      | 6                      |
| Нордовка, село        | 925                    | 1000                   |